# Хуліо Лорес
Хуліо Лорес Колан (ісп. Julio Lores Colán, нар. 19 вересня 1908 — пом. ?) — перуанський та мексиканський футболіст, нападник.

## Клубна кар'єра
У дорослому футболі дебютував виступами за команду  «Сікліста» з Ліми. Після чемпіонату світу в Уругваї переїхав до Мексики, грав за столичну «Некаксу». Один з лідерів найсильнішого клубу Мексики 30-х років. У складі цієї команди чотири вигравав чемпіонат Мексики та двічі національний кубок. У сезонах 1931/32 та 1932/33 був найкращим бомбардиром першого дивізіону.

## Виступи за збірні
У складі збірної Перу провів два матчі на чемпіонаті світу в Уругваї: проти збірної Румунії (0:1) та з господарями турніру (0:1).
За збірну Мексики провів сім переможних матчів, забив сім голів. Брав участь у III та IV іграх країн Центральної Америки та Карибського басейну.
У 1952 році домашню арену перуанського футбольного клубу «Уніон Уарал» названо ім'ям Хуліо Лореса.

## Титули та досягнення

### Командні
- Переможець Ігор Центральної Америки та Карибського басейну: 1935, 1938
- Чемпіон Мексики (4): 1933, 1935, 1937, 1938
- Володар кубка Мексики (2): 1933, 1936

### Індивідуальні
- Найкращий бомбардир чемпіонату Мексики (2): 1932 (20), 1933 (8)

## Статистика виступів за національні збірні
| № | Місце         | Дата       | Збірна  | Рахунок | Суперник   | Голи          | Турнір |
| - | ------------- | ---------- | ------- | ------- | ---------- | ------------- | ------ |
| 1 | Монтевідео    | 14.07.1930 | Перу    | 1:3     | Румунія    |               | [ 1 ]  |
| 2 | Монтевідео    | 18.07.1930 | Перу    | 0:1     | Уругвай    |               | [ 1 ]  |
| 3 | Сан-Сальвадор | 27.03.1935 | Мексика | 8:1     | Сальвадор  | 80'           | [ 2 ]  |
| 4 | Сан-Сальвадор | 28.03.1935 | Мексика | 5:1     | Гватемала  | 17'           | [ 2 ]  |
| 5 | Сан-Сальвадор | 30.03.1935 | Мексика | 6:1     | Куба       | 53', 76'      | [ 2 ]  |
| 6 | Сан-Сальвадор | 1.04.1935  | Мексика | 8:2     | Гондурас   | 26', 42', 73' | [ 2 ]  |
| 7 | Сан-Сальвадор | 2.04.1935  | Мексика | 2:0     | Коста-Рика |               | [ 2 ]  |
| 8 | Мехіко        | 25.09.1937 | Мексика | 5:1     | США        |               | [ 3 ]  |
| 9 | Панама        | 14.02.1938 | Мексика | 1:0     | Венесуела  |               | [ 4 ]  |